# Кох, Томас (теннисист)
Томас Кох (порт. Thomaz Koch; р. 11 мая 1945, Порту-Алегри) — бразильский теннисист.
- Победитель Открытого чемпионата Франции 1975 года в смешанном парном разряде
- Чемпион Панамериканских игр 1967 года в одиночном и парном разряде
- Самый успешный игрок в истории сборной Бразилии в Кубке Дэвиса

## Спортивная карьера
Томас Кох, уроженец Порту-Алегри, начал выступления за сборную Бразилии в Кубке Дэвиса накануне своего семнадцатилетия — в мае 1962 года. После этого он оставался в сборной до 1981 года, проведя за неё в общей сложности 44 матча за 16 сезонов и став старейшим в её истории игроком в возрасте 36 лет и 144 дней. За это время он сыграл 118 игр и в 74 из них одержал победы — 46 в одиночном и 28 в парном разряде (из них 25 с Жозе Эдисоном Мандарину). Помимо возрастного рекорда, Кох является рекордсменом сборной Бразилии ещё по пяти показателям — как игрок, проведший за неё больше всего сезонов, больше всего матчей, одержавший больше всего побед в одиночном и парном разрядах, а также как участник наиболее результативной пары (с Мандарино). За время выступлений за сборную Кох четырежды выходил с ней в межзональный турнир Кубка Дэвиса, ведущий в Раунд вызова. Дальше всего бразильцы прошли в 1966 и 1971 годах. В 1966 году они сначала выиграли Европейскую зону после побед над командами Дании, Испании, Польши и Франции, а потом выбили из борьбы сборную США в первом межзональном матче перед тем, как проиграть последний отборочный матч индийцам. За этот сезон Кох провёл 17 игр и победил в десяти из них, принеся команде Бразилии решающие очки в четырёх матчах, в том числе против американцев. В 1971 году Бразилия выиграла Южноамериканскую зону, затем американский межзональный финал и полуфинальный матч межзонального турнира против чехословаков, но оступились в последнем межзональном матче с командой Румынии во главе с Илие Настасе. В этом сезоне Кох провёл за сборную 16 игр и победил в 14 из них, взяв два очка из трёх возможных даже в матче с румынами. Ещё дважды, в 1969 и 1970 годах бразильская команда выбывала из борьбы в межзональном полуфинале после поражений от команд Великобритании и Испании соответственно, а Кох выиграл 10 и 9 из 12 игр.
Индивидуальная карьера Коха также была успешной. В 1960 году он стал финалистом престижного юношеского турнира Orange Bowl в США в возрастной группе до 15 лет, а в группе 18-летних дошёл до полуфинала. Три года спустя он стал чемпионом Orange Bowl в старшей возрастной категории, а на чемпионате США стал четвертьфиналистом среди взрослых. В четвертьфинале он не реализовал два матч-бола против действующего чемпиона Уимблдона Чака Мак-Кинли. Теннисный журналист Диана Габаньи объясняет проигрыш тем обстоятельством, что на туфлях Коха, в отличие от его соперника, не был шипов, нужных для уверенной игры на мокрой траве нью-йоркского корта. На чемпионате Франции Кох дважды (в 1962 и 1963 годах) становился финалистом среди юношей, а в дальнейшем побывал также в четвертьфинале в одиночном и парном разряде среди взрослых, а в смешанных парах стал его победителем в 1975 году, когда его партнёршей была уругвайка Фиорелла Бониселли (в следующий раз бразилец выиграет турнир Большого шлема в миксте только в 2012 году). Также четвертьфиналистом в одиночном разряде он стал и на Уимблдонском турнире, а в парах дошёл до полуфинала.
В разные годы Кох побеждал таких знаменитых соперников, как Бьорн Борг (в тот момент первая ракетка мира), Артур Эш, Мануэль Сантана. В 1963 году он завоевал серебряную медаль в миксте с Марией Буэно и бронзу в мужском парном разряде на Панамериканских играх в Сан-Паулу, а через четыре года стал двукратным победителем — в одиночном и мужском парном разряде (с Мандарину) — Панамериканских игр в Виннипеге. В середине 1960-х годов он выигрывал престижные грунтовые турниры в Гштаде и Барселоне. После начала Открытой эры, когда на наиболее престижные турниры стали, помимо теннисистов-любителей, допускаться и профессионалы, он выиграл восемь турниров в одиночном разряде и четыре в мужских парах (а также, как уже упомянуто выше, Открытый чемпионат Франции в миксте). В 1974 году, вскоре после введения профессионального теннисного рейтинга, он достиг в этом рейтинге 24-й строчки, но объективно в этот период он находился уже на спаде карьеры.
На сайте EsporteSite Кох назван вторым теннисистом Бразилии за историю, после Густаво Куэртена. В своих мемуарах его называет кумиром знаменитый аргентинский теннисист Гильермо Вилас, признававшийся, что манеру одеваться и причёску скопировал у Коха.

## Участие в финалах турниров Большого шлема за карьеру (1)

### Смешанный парный разряд (1)
Победа (1)
| Год  | Турнир                     | Партнёр            | Соперники в финале         | Счёт в финале |
| ---- | -------------------------- | ------------------ | -------------------------- | ------------- |
| 1975 | Открытый чемпионат Франции | Фиорелла Бониселли | Пэм Тигарден Хайме Фильоль | 6-4, 7-6      |

## Участие в финалах профессиональных турниров (с началаОткрытой эры)

### Одиночный разряд

#### Победы
В базе данных АТР
| №  | Дата        | Турнир             | Покрытие | Соперник в финале | Счёт в финале      |
| -- | ----------- | ------------------ | -------- | ----------------- | ------------------ |
| 1. | 3 мар 1969  | Каракас, Венесуэла | Грунт    | Марк Кокс         | 8-6, 6-3, 2-6, 6-4 |
| 2. | 21 мар 1971 | Каракас (2)        | Грунт    | Мануэль Орантес   | 7-6, 6-1, 6-3      |

В Tennis Archives и Worldwide Tennis Database
| №  | Дата        | Турнир                    | Покрытие | Соперник в финале | Счёт в финале           |
| -- | ----------- | ------------------------- | -------- | ----------------- | ----------------------- |
| 1. | 4 мар 1969  | Кингстон, Ямайка          | -        | Милан Голечек     | 6-2, 6-3                |
| 2. | 4 мая 1969  | Атланта, США              | -        | Билл Боури        | 6-2, 6-3                |
| 3. | 1 июн 1969  | Талса, Оклахома, США      | -        | Висенте Сарасуа   | 6-2, 8-6                |
| 4. | 13 июл 1969 | Вашингтон, США            | Грунт    | Артур Эш          | 7-5, 9-7, 4-6, 2-6, 6-4 |
| 5. | 10 июн 1972 | Манчестер, Великобритания | Трава    | Колин Дибли       | 6-2, 5-7, 6-4           |
| 6. | 21 мар 1976 | Мальта                    | -        | Роджер Тейлор     | 4-6, 6-4, 7-5           |

#### Поражения
В базе данных АТР
| №  | Дата        | Турнир        | Покрытие | Соперник в финале | Счёт в финале      |
| -- | ----------- | ------------- | -------- | ----------------- | ------------------ |
| 1. | 24 фев 1976 | Хартум, Судан | Хард     | Майк Эстеп        | 4-6, 7-6, 4-6, 3-6 |
| 2. | 8 мар 1976  | Нюрнберг, ФРГ | Ковёр    | Фрю Макмиллан     | 6-2, 3-6, 4-6      |

### Парный разряд

#### Победы
В базе данных АТР
| №  | Дата        | Турнир                | Покрытие | Партнёр               | Соперники в финале            | Счёт в финале           |
| -- | ----------- | --------------------- | -------- | --------------------- | ----------------------------- | ----------------------- |
| 1. | 1 мар 1971  | Мэйкон, Джорджия, США | Хард     | Кларк Гребнер         | Ян Кодеш Желько Франулович    | 6-3, 7-6                |
| 2. | 21 мар 1971 | Каракас, Венесуэла    | Грунт    | Жозе Эдисон Мандарино | Джеральд Баттрик Питер Кёртис | 6-4, 3-6, 6-7, 6-4, 7-6 |
| 3. | 20 июл 1975 | Стамбул, Турция       | -        | Колин Дибли           | Колин Даудсвелл Джон Фивер    | 6-2, 6-2, 6-2           |

В Worldwide Tennis Database
| №  | Дата     | Турнир                  | Покрытие | Партнёр   | Соперники в финале      | Счёт в финале |
| -- | -------- | ----------------------- | -------- | --------- | ----------------------- | ------------- |
| 1. | сен 1969 | Беркли, Калифорния, США | Ковёр    | Стэн Смит | Рэй Келди Терри Эддисон | 6-1, 6-3      |

#### Поражения
В базе данных АТР
| №  | Дата        | Турнир                                     | Покрытие | Партнёр               | Соперники в финале                 | Счёт в финале           |
| -- | ----------- | ------------------------------------------ | -------- | --------------------- | ---------------------------------- | ----------------------- |
| 1. | 7 июн 1968  | Международный чемпионат Испании, Барселона | Грунт    | Жозе-Эдисон Мандарину | Патрисио Родригес Карлус Фернандис | 2-6, 6-3, 6-3, 1-6, 4-6 |
| 2. | 17 июн 1969 | Лондон, Великобритания                     | Трава    | Уве-Нильс Бенгтсон    | Оуэн Дэвидсон Деннис Ралстон       | 6-8, 3-6                |
| 3. | 21 фев 1971 | Солсбери, Мэриленд, США                    | Хард (i) | Кларк Гребнер         | Хуан Хисберт Мануэль Орантес       | 3-6, 6-4, 6-7           |
| 4. | 7 мар 1971  | Хэмптон, Виргиния, США                     | Хард (i) | Кларк Гребнер         | Илие Настасе Ион Цириак            | 4-6, 6-4, 5-7           |
| 5. | 12 мар 1972 | Вашингтон, США                             | Ковёр    | Кларк Гребнер         | Клифф Ричи Том Эдлефсен            | 4-6, 3-6                |
| 6. | 14 июл 1974 | Гштад, Швейцария                           | Грунт    | Рой Эмерсон           | Хосе Игерас Мануэль Орантес        | 5-7, 6-0, 1-6, 8-9      |
| 7. | 22 ноя 1982 | Итапарика, Бразилия                        | Ковёр    | Жозе Шмидт            | Живальду Барбоза Жуан Суарис       | 6-7, 1-2 отказ          |
| 8. | 21 ноя 1983 | Баия, Бразилия                             | Хард     | Рикардо Кано          | Живальду Барбоза Жуан Суарис       | неизвестен              |